# Ковалёва, Людмила Валентиновна
 Людмила Валентиновна Ковалёва (род. 2 декабря 1940, Сланцы) — советская артистка балета, советская и российская педагог-репетитор балета, профессор кафедры классического и дуэтно-классического танца Академии Русского балета имени А. Я. Вагановой. Заслуженный деятель искусств РФ.

## Биография
Родилась 2 декабря 1940 года в городе Сланцы Ленинградской области. В детстве занималась акробатикой. В 1959 году окончила Ленинградское академическое хореографическое училище им. А. Я. Вагановой. Её педагогом в младших классах была Надежда Базарова, в старших — Наталья Камкова). По окончании училища, с 1959 по 1981 год была артисткой балета Кировского театра. Как ведущая солистка, принимала участие в Филармонических концертах «Камерного балета» Георгия Алексидзе и в концертах Наталии Дудинской. В 1981 году оставила сцену.
С 1982 по 1984 год училась на педагогических курсах Ленинградского академического хореографического училища им. А. Я. Вагановой, работала преподавателем классического танца в младших, потом в средних классов. В конце 1980-х годов взяла класс девочек на втором году обучения, который вела семь лет — ей доверили довести его до выпуска, который состоялся в 1995 году. В этом первом, «экспериментальном», выпуске Ковалёвой была Диана Вишнёва, самая известная и титулованная её ученица. После этого выпуска, Ковалёва, как и другие выпускающие педагоги, стала вести уже старшие курсы (последние 2-3 года обучения). В 1990-х годах также преподавала в Корее.
Кроме педагогической деятельности в Академии русского балета имени А. Я. Вагановой, даёт мастер-классы в России и за рубежом.

### Личная жизнь
Супругом Людмилы Ковалёвой был кинорежиссёр Виктор Соколов. В браке родилось четыре дочери: Алиса, близнецы Анна и Мария и Елизавета. Все они учились в Академии имени А. Я. Вагановой. Алиса в 1995 году стала лауреатом балетного конкурса Vaganova Prix.

## Репертуар
- Мария, «Бахчисарайский фонтан»
- Сюимбике, «Шурале»
- Катерина, «Каменный цветок»
- Вакханка, картина «Вальпургиева ночь» из оперы «Фауст»
- «Па-де-катр», хореография Антона Долина
- Мазурка, Прелюд, 7-й вальс, 11-й вальс — «Шопениана»
- Мирта, па-де-де I акта — «Жизель»
- Цветочница, Повелительница дриад — «Дон Кихот»
- принцесса Флорина, фея Резвости, фея Нежности, фея Сапфиров, фея Серебра) — «Спящая красавица».
- вариация в картине «Сон», Раймонда
- па-де-труа, «Лебединое озеро»
- па-де-катр «Фрески», «Конек-горбунок»
- фея Зимы, «Золушка»
- Арсиноя, «Египетские ночи»
- сверстница Джульетты, «Ромео и Джульетта»

## Ученицы
В классе Людмилы Ковалёвой классическому танцу учились многие будущие артистки Мариинского и Большого театра. Среди её выпускниц такие известные мастера сцены, как:
- 1995 — Диана Вишнёва и Софья Гумерова (Мариинский театр);
- 2000 — Екатерина Борченко (Михайловский театр);
- 2004 — Ольга Есина и Мария Яковлева (Венская опера);
- 2006 — Елизавета Чепрасова (Мариинский театр, затем Национальная опера Украины, Венгерская опера, Самарский балет);
- 2008 — Злата Ялинич (Мариинский театр);
- 2011 — Ольга Смирнова (Большой театр, затем Голландский балет) и Кристина Шапран (МАМТ, затем Мариинский театр);
- 2013 — Анастасия Лукина (Мариинский театр);
- 2018 — Мария Хорева, Дарья Ионова, Мария Буланова, Анастасия Нуйкина (Мариинский театр);
- 2020 — Анастасия Смирнова (Михайловский театр).
- 2023 — Мария Кошкарёва, Софья Валиуллина (Большой театр).

## Награды и звания
- Заслуженный деятель искусств РФ
- лауреат премии Союза театральных деятелей «Экзерсис» — за успешное воспитание актёрской смены.
- лауреат премии журнала «Балет» «Душа танца» в номинации «Учитель» (2008).